# Вимислув (гміна Мехув)
Вимислув (пол. Wymysłów) — село в Польщі, у гміні Мехув Меховського повіту Малопольського воєводства.
Населення — 156 осіб (2011).
У 1975-1998 роках село належало до Келецького воєводства.

## Демографія
Демографічна структура станом на 31 березня 2011 року:
|          | Загалом | Допрацездатний вік | Працездатний вік | Постпрацездатний вік |
| -------- | ------- | ------------------ | ---------------- | -------------------- |
| Чоловіки | 76      | 13                 | 55               | 8                    |
| Жінки    | 80      | 12                 | 52               | 16                   |
| Разом    | 156     | 25                 | 107              | 24                   |